# Колесник, Алёна
Алёна Колесник (азерб. Alyona Kolesnik; род. 29 января 1995, Кривой Рог, Днепропетровская область) — азербайджанский борец вольного стиля украинского происхождения. Чемпионка Европы 2024 года, трёхкратная бронзовая призёрка чемпионатов Европы, бронзовая призёрка Европейских игр 2019 года.

## Биография
Родилась 29 января 1995 года в городе Кривой Рог.
В 2011 году стала победительницей Всеукраинского турнира по вольной борьбе имени Богдана Хмельницкого. В январе 2012 года заняла первое место на II Всеукраинском юношеском турнире имени заслуженного тренера Украины Леонида Дуная.
С 2012 года выступала за сборную Азербайджана. В этом же году за сборную Азербайджана принимала участие на юношеском чемпионате мира и Европы.
В 2015 году стала победительницей молодёжного чемпионата Европы. В 2016 году принимала участие во взрослом чемпионате мира и Европы.
В 2017 году приняла участие во взрослом чемпионате Европы. В этом же году заняла второе место на Исламских играх солидарности, уступив в финале представительнице Киргизии Айсулуу Тыныбековой. 
На чемпионате Европы 2018 года также как и на прошлогоднем чемпионате взяла бронзу, одолев Залину Сидакову из Белоруссии.
На чемпионате Европы в Бухаресте в 2019 году завоевала бронзовую медаль взрослого чемпионата уступив в четвертьфинальном матче венгерке Эмеше Барка.
В 2019 году на Европейских играх в Минске, завоевала бронзовую медаль, одолев в решающей схватке Бедиха Гюн из Турции.